# Szegedi Sándor (tanár)
Szegedi Sándor (Ordas (Pest megye), 1825. június 8. – Debrecen, 1882. március 17.) református főgimnáziumi tanár.

## Élete
Szegedi Ádám és Csabai Sára szegénysorsú szülők fia. Szülői nem bírván taníttatni, Csabai Péter nagykőrösi lelkész vette gondjaiba; ott végezte a gimnáziumi és bölcseleti tanfolyamokat. 1845-ben Debrecenbe ment és negyed éves diáknak iratkozott be és a jogi és teológiai osztályokat 1848-ban végezte, mikor Hajdúszoboszlóra hivatott meg az ottani gimnázium vezetésére. Itt működött, előbb mint akademikus rektor, majd mint állandósított tanár 1853-ig; ekkor (júniusban Debrecenbe választották főgimnáziumi tanárnak; tanította 1860-ig a magyar nyelvet és irodalmat. 1861-től az V. osztálynak volt a tanára. 1878-tól mint a tiszántúli református középiskolai tanáregyesületnek elnöke évenként 100 frankot ajánlott fel pályadíjul az egyletnek; az 1884. évi debreceni református országos zsinaton pedig mint a tiszántúli református egyházkerületbeli tanárok képviselője volt jelen.
Nőtelen lévén, vagyonát végrendeletileg jótékony célra hagyta, így: házát, 20 és fél hold földjét a debreceni főiskolára, az ordasi református egyháznak 250 forintot, a debreceninek 500 forintot nevelési célokra, 500 forintot a felsőbb tanulók önképző egyletének, 2000 forintot ösztöndíjul gimnáziumi és teológiai szegény szorgalmas tanulóknak, a Kisfaludy Társaságnak és a Magyar Írók Egyletének 100-100 forintot és a tanári nyugdíj-alapra 1300 forintot.
Olajfestésű arcképe (Kovács J. műve) a debreceni református könyvtár termében.

## Munkái
- Latin-magyar szótár gymn. használatra. Debreczen, 1870. (Ennek főszerkesztője volt és mintegy 2/3-át ő dolgozta).
- Szemelvények T. Livius művéből. Gymn. használatra. Magyarázó jegyzetekkel kísérte. Uo. 1871.
- Szemelvények P. Ovidius Naso műveiből. Gymn. használatra, magyarázó jegyzetekkel kísérte. Uo. 1871.